# کریستال سمفونی
کریستال سمفونی (به انگلیسی: Crystal Symphony) یک کشتی است که طول آن ۲۳۸ متر (۷۸۱ فوت) می‌باشد. این کشتی در سال ۱۹۹۵ ساخته شد.